# Paul Thénard
Il barone Arnold Paul Edmond Thénard (Parigi, 20 ottobre 1819 – Talmay, 8 agosto 1884) è stato un chimico e agronomo francese, figlio del famoso chimico Louis Jacques Thénard. È noto soprattutto come inventore della fumigazione dei terreni.

## Contributi
In campo prettamente chimico pubblicò vari studi sulle fosfine, e in particolare fu il primo a ottenere la trimetilfosfina.
In seguito presso la sua tenuta di Talmay condusse ricerche sulla chimica, struttura e fertilità dei terreni. Studiò la composizione del letame in funzione del grado di maturazione; identificò un composto fortemente colorato cui diede il nome di acido fumico, senza riuscire a chiarirne la struttura. La denominazione acido fumico fu in seguito abbandonata. In realtà non si trattava di un singolo composto, ma di una complessa serie di sostanze, vedi sostanze umiche.
Nel 1869 fu il primo a usare la fumigazione del terreno per combattere l'epidemia di Phylloxera vastatrix che infestava i vigneti. A questo scopo utilizzò solfuro di carbonio mettendo a punto le condizioni per uccidere l'insetto nocivo senza compromettere la fertilità della vite. Per questi studi è considerato il "padre della fumigazione dei terreni".
Thénard si occupò inoltre di vari argomenti minori, come la solubilità dei fosfati nei terreni e l'influenza dell'effetto corona su vari gas; ad esempio osservò che da azoto e idrogeno si formava ammoniaca.

## Opere
Paul Thénard scrisse vari articoli e pubblicazioni per documentare le sue ricerche. La sua opera più nota è però la biografia del padre, scritta nel 1859, ma rimasta come manoscritto fino al 1950:
- (FR) P. Thenard, Un grand Français: le chimiste Thénard (1777-1857), Dijon, Jobard, 1950.

## Riconoscimenti
Nel 1864 fu eletto membro della Accademia delle Scienze, nella sezione di economia rurale.